# Miss Mato Grosso 2014
Miss Mato Grosso 2014 foi a 55ª edição do tradicional concurso de beleza feminina de Miss Mato Grosso, válido para a disputa de Miss Brasil 2014, único caminho para o Miss Universo. O evento contou com a participação de dezoito (18) candidatas em busca do título que pertencia à rondonopolitana Jakelyne Oliveira, Miss Mato Grosso 2013 e Miss Brasil 2013. O certame deste ano contou a apresentação do ator Luciano Szafir, performances do grupo "Os Thomés" e o do grupo de dança "Flor Ribeirinha" e foi realizado no dia 3 de Julho no Ginásio Marechal Rondon em Rondonópolis. Na ocasião, sagrou-se campeã a representante da cidade de Juara, mas rondonopolitana de nascimento, Jéssica Rodigues.

## Resultados

### Colocações
| Posição                 | Município e Candidata |
| Vencedora               | - Juara - Jéssica Rodrigues |
| 2º. Lugar               | - Guiratinga - Killy Katherine |
| 3º. Lugar               | - Cuiabá - Nicole Guedes |
| 4º. Lugar               | - Rosário Oeste - Tamires Matos |
| 5º. Lugar               | - Dom Aquino - Amanda Barbacena |
| (TOP 10) Semifinalistas | - Alta Floresta - Luanna Ribeiro - Campo Verde - Bianca Jung - Diamantino - Ana Lígia Honório - Rondonópolis - Emilay Richtic - Sinop - Adila da Silva |

### Prêmio Especial
O concurso distribuiu apenas uma premiação este ano:
| Prêmio         | Candidata                        |
| Miss Elegância | - Alta Floresta - Luanna Ribeiro |

## Candidatas
Disputaram o título este ano:
| - Alta Floresta - Luanna Ribeiro - Campo Verde - Bianca Jung - Cuiabá - Nicole Guedes Viégas - Diamantino - Ana Lígia Honório da Silva - Distrito de Vila Operária - Ananda Cunha - Dom Aquino - Amanda Barbacena Silva | - Guiratinga - Killy Katherine Almeida - Jaciara - Sabrina Maria da Silva - Juara - Jéssica Ferreira Rodrigues - Peixoto de Azevedo - Daniela Räsch - Primavera do Leste - Fabyanna Fernandes - Rainha da Expoverde - Bianca Adam | - Rondonópolis - Emilay Richtic Regioli - Rosário Oeste - Tamires Matos - Sinop - Adila da Silva - Sorriso - Bruna Alana Alves - Tabaporã - Daniely Lauro Neves - Terra Nova do Norte - Gisele Carvalho |

## Histórico
Candidatas em outros concursos:

### Estadual
Miss Mato Grosso
- 2013: Alta Floresta - Luanna Ribeiro (2º. Lugar) [7]
  - (Representando o município de Alta Floresta)